# Svenska mästerskapet i bandy 1919
Svenska mästerskapet i bandy 1917 avgjordes genom att IFK Uppsala vann mot IK Göta med 8-2 i finalmatchen på Stockholms stadion den 16 februari 1919.

## Matcher

### Kvartsfinaler
- IK Sirius-IF Linnéa 7-2
- Hammarby IF-IFK Uppsala 0-11
- IK Göta-Västerås SK 3-0
- IFK Stockholm-Mariebergs IK 0-5

### Semifinaler
- IK Sirius-IFK Uppsala 2-7
- IK Göta-Mariebergs IK 2-1

### Final
- 16 februari 1919 - IFK Uppsala-IK Göta 8-2 (Stockholms stadion)

IFK Uppsala svenska mästare i bandy 1919.

## Svenska mästarna
Mall:IFK Uppsala Bandy 1919

### Fotnoter
1. ↑  Erik Jonsson. ”1907–1919”. Svenska Bandyförbundet. https://www.svenskbandy.se/BANDYFINALEN/HISTORIK/Svenskamastare/Herrar/1907-1919/. Läst 1 september 2011.